# Llista d'episodis de L'escurçó negre
Llista d'episodis de la comèdia de situació britànica L'escurçó negre.

## Primera temporada (1983)
| Episodi temporada | Episodi | Títol                                                   | Director        | Guionista                      | Data d'emissió original | Data d'emissió a Catalunya |
| --- | ------- | ------------------------------------------------------- | --------------- | ------------------------------ | ----------------------- | -------------------------- |
| 1 | 1       | «La profecia» «The Foretelling»                         | Martin Shardlow | Rowan Atkinson, Richard Curtis | 15 de juny de 1983      | 23 de gener de 1989        |
| actors convidats: Peter Cook (Ricard III') i Peter Benson (Enric Tudor) De les ominoses boires de l'Edat Fosca sorgeix un genet solitari, amb un ridícul tallat de cabell. És el príncep Edmund que, en un nefast accident, decapita el rei Ricard III i, d'aquesta manera, converteix el seu pare en rei, a més de salvar el principal enemic del rei, l'Enric Tudor.                                                    |         |                                                         |                 |                                |                         |                            |
| 2 | 2       | «Nascut per ser rei» «Born to be King»                  | Martin Shardlow | Rowan Atkinson, Richard Curtis | 6 de juliol de 1983     | 30 de gener de 1989        |
| actors convidats: Alex Norton (McAngus, duc d'Argyll) Amb el rei a les croades, Edmund maquina tortuosos plans per apartar el seu germà i convertir-se ell en el perfecte hereu per ocupar el tron algun dia. |         |                                                         |                 |                                |                         |                            |
| 3 | 3       | «Arquebisbe» «The Archbishop»                           | Martin Shardlow | Rowan Atkinson, Richard Curtis | 29 de juny de 1983      | 6 de febrer de 1989        |
| actors convidats: Paul McDowell (Arquebisbe Herbert) i Arthur Hewlett (Arquebisbe Godfrey) Les terres estan sembrades de cadàvers dels successius arquebisbes de Canterbury. Edmund intenta que el seu rival sigui el següent, però acaba sent nomenat precisament ell el nou arquebisbe. |         |                                                         |                 |                                |                         |                            |
| 4 | 4       | «La infanta» «The Queen of Spain's Beard»               | Martin Shardlow | Rowan Atkinson, Richard Curtis | 22 de juny de 1983      | 13 de febrer de 1989       |
| actors convidats: Miriam Margolyes (Infanta Maria) Aliant-se amb Espanya, el rei espera aconseguir un poderós exèrcit, per la qual cosa planeja un casament reial. Edmund es converteix en l'afortunat consort de la infanta espanyola. |         |                                                         |                 |                                |                         |                            |
| 5 | 5       | «El socarrador ensumabruixes» «Witchsmeller pursuivant» | Martin Shardlow | Rowan Atkinson, Richard Curtis | 13 de juliol de 1983    | 20 de febrer de 1989       |
| actors convidats: Frank Finlay (Socarrador Ensumabruixes) El rei Ricard emmalalteix de la repugnant pesta negra i, creient que és víctima de bruixeria, acudeix a un sinistre personatge que, després d'un judici delirant, envia l'Edmund a la foguera. |         |                                                         |                 |                                |                         |                            |
| 6 | 6       | «El segell negre» «The Black Seal»                      | Martin Shardlow | Rowan Atkinson, Richard Curtis | 20 de juliol de 1983    | 27 de febrer de 1989       |
| actors convidats: Patrick Allen (el Falcó), John Hallan (Sir Wilfred Mort), Roger Sloman (Pete Tres Dits), Patrick Malahide (Guy de Glastonbury ), Ron Cok (Sean, l'Irlandès Malparit), Big Mick (Petit Jack), Paul Brooke (Fra Bellows) i Rik Mayall (Gerald el Guillat) L'Edmund maquina un pervers pla contra el rei: contracta els serveis dels set homes més malvats del regne perquè l'ajudin a aconseguir el tron. |         |                                                         |                 |                                |                         |                            |

Nota: A l'emissió original al Regne Unit es va canviar els episodis 2 i 4, ja que "Nascut per ser rei" encara no estava llest per ser emès. Tant a les emissions que va fer TV3 com als DVD de Cameo publicats el 2006 es mostra l'ordre correcte.

## Segona temporada (1986)
| Episodi temporada | Episodi | Títol                | Director        | Guionista                 | Data d'emissió original | Data d'emissió a Catalunya |
| --- | ------- | -------------------- | --------------- | ------------------------- | ----------------------- | -------------------------- |
| 1 | 7       | «Campanetes» «Bells» | Mandie Fletcher | Richard Curtis, Ben Elton | 9 de gener de 1986      | 6 de març de 1989          |
| actors convidats: Gabrielle Glaister (Kate/Bob) i Rik Mayall (Cor de Flash) Servit per un rufià repugnant i un brètol amb cervell de mosquit, l'Edmund Lord Escurçó Negre perd la xaveta per un nou servent, que en realitat és una noia disfressada.                                                              |         |                      |                 |                           |                         |                            |
| 2 | 8       | «Cap» «Head»         | Mandie Fletcher | Richard Curtis, Ben Elton | 16 de gener de 1986     | 13 de març de 1989         |
| actors convidats: Holly de Jong (Lady Farrow) Nomenat ministre de Genocidis Religiosos i lord Gran Botxí, l'Edmund talla per accident el cap de lord Farrow. Mentre intenta amagar-ho, rep la visita de l'esposa de la víctima.                                                                                    |         |                      |                 |                           |                         |                            |
| 3 | 9       | «Patata» «Potato»    | Mandie Fletcher | Richard Curtis, Ben Elton | 23 de gener de 1986     | 20 de març de 1989         |
| actors convidats: Tom Baker (Capità Rum) i Simon Jones (Sir Walter Raleigh) Sir Walter Raleigh torna del Nou Món. En el seu afany per impressionar favorablement la reina, l'Edmund decideix explorar pel seu compte i marxa a la recerca de noves patates amb l'ajut del capità Rum.                              |         |                      |                 |                           |                         |                            |
| 4 | 10      | «Diners» «Money»     | Mandie Fletcher | Richard Curtis, Ben Elton | 6 de febrer de 1986     | 27 de març de 1989         |
| actors convidats: Ronald Lacey (bisbe de Bath i Wells) El bisbe de Bath i Wells està disposat a cobrar un vell deute de l'Edmund i decideix introduir-li un ferro roent allà on seria més indicat un bastonet de cotó fluix.                                                                                       |         |                      |                 |                           |                         |                            |
| 5 | 11      | «Cervesa» «Beer»     | Mandie Fletcher | Richard Curtis, Ben Elton | 13 de febrer de 1986    | 3 d'abril de 1989          |
| actors convidats: Miriam Margolyes (Lady Escurçó Blanc), Hugh Laurie (Simó Perdiu) i Roger Blake (Geofrey Pixums) L'Edmond convida a sopar els seus oncles lord i lady Escurçó Blanc, però un ignominiós incident amb un nap, una ploma d'estruç i una tia fanàtica acaba amb un rebombori monumental a casa seva. |         |                      |                 |                           |                         |                            |
| 6 | 12      | «Cadenes» «Chains»   | Mandie Fletcher | Richard Curtis, Ben Elton | 20 de febrer de 1986    | 10 d'abril de 1989         |
| actors convidats: Hugh Laurie (Príncep Ludwig) i Max Harvey (Torturador) L'Edmund passa certes dificultats quan un alemany tossut l'encaixona en un cofre entapissat de claus i el deixa fent el ridícul davant d'un inquisidor espanyol boig.                                                                     |         |                      |                 |                           |                         |                            |

## Tercera temporada (1987)
Els episodis de la tercera temporada van ser emesos per la BBC1 entre el 17 de setembre i el 22 d'octubre de 1987.
S'ambienta al període de Regencia durant l'època georgiana. E. Escurçó Negre (Rowan Atkinson) i el seu ajudant, Baldrick (Tony Robinson), són els majordoms del príncep Regent, Jordi IV (Hugh Laurie).
| Episodi temporada | Episodi | Títol                                           | Director        | Guionista                 | Data d'emissió original | Data d'emissió a Catalunya |
| --- | ------- | ----------------------------------------------- | --------------- | ------------------------- | ----------------------- | -------------------------- |
| 1 | 13      | «Llest i deshonest» «Dish and Dishonesty»       | Mandie Fletcher | Richard Curtis, Ben Elton | 17 de setembre de 1987  | 17 d'abril de 1989         |
| actors convidats: Simon Osborne (William Pitt, "el Jove") L'Edmund tracta de salvar el seu senyor de la bancarrota a mans del nou primer ministre, William Pitt "El Jove", però els seus plans d'interferir en el procés democràtic se'n van en orris, mentre que en Baldrick és de sobte nomenat Lord. |         |                                                 |                 |                           |                         |                            |
| 2 | 14      | «Incansable i incapaç» «Ink and Incapability»   | Mandie Fletcher | Richard Curtis, Ben Elton | 24 de setembre de 1987  | 24 d'abril de 1989         |
| actors convidats: Robbie Coltrane (Dr. Johnston), Lee Cornes (Lord Byron), Jim Sweeney (Percy Shelley) i Tim McInnerny (Samuel Coleridge) El doctor Johnston intenta guanyar-se el mecenatge del príncep espès com una truita de balena per publicar el seu diccionari. El desinterès de l'Edmund pel tema canvia quan s'assabenta que vol publicar la novel·la d'una tal Gertrudis Perkins, que els farà a tots milionaris. |         |                                                 |                 |                           |                         |                            |
| 3 | 15      | «Revolució i noblesa» «Nob and Nobility»        | Mandie Fletcher | Richard Curtis, Ben Elton | 1 d'octubre de 1987     | Sense anunciar             |
| actors convidats: Nigel Planer (Lord Smedley) i Tim McInnerny (Lord Topper) La Revolució Francesa ha esclatat. La Pimpinella Escarlata ajuda els nobles francesos a fugir. Al cafè de la senyora Miggins s'han posat de moda unes enormes salsitxes d'aspecte sospitós i els aristòcrates francesos es dediquen a explicar històries èpiques revolucionàries amb les seves punyetes, ungles pintades i maquillatge.          |         |                                                 |                 |                           |                         |                            |
| 4 | 16      | «Sensibilitat i senilitat» «Sense and Senility» | Mandie Fletcher | Richard Curtis, Ben Elton | 8 d'octubre de 1987     | 1 de maig de 1989          |
| actors convidats: Kenneth Conor (David Keanrick) i Ben Elton (Enoch Mossop) El príncep de Gal·les contracta dos actors petimetres perquè l'ajudin a assajar un discurs, però l'Escurçó Negre té rumiats altres plans per als dos impertinents tafaners. |         |                                                 |                 |                           |                         |                            |
| 5 | 17      | «Amy i amabilitat» «Amy and Amiability»         | Mandie Fletcher | Richard Curtis, Ben Elton | 15 d'octubre de 1987    | 8 de maig de 1989          |
| actors convidats: Barbara Horne (Amy Hardwood) El príncep està totalment arruïnat i cap princesa respectable es vol casar amb un personatge tan lasciu... fins que a l'Escurçó Negre se li acudeix un pla tan recargolat com deliciosament astut. |         |                                                 |                 |                           |                         |                            |
| 6 | 18      | «Duel i dualitat» «Duel and Duality»            | Mandie Fletcher | Richard Curtis, Ben Elton | 22 d'octubre de 1987    | 15 de maig de 1989         |
| actors convidats: Stephen Fry (duc de Wellington) i Gertan Klauber (Rei Jordi III) Sense poder-ho evitar, l'Escurçó Negre es troba enmig d'un estrepitós duel entre el luxuriós príncep de Gal·les i el temible talla-colls duc de Wellington. |         |                                                 |                 |                           |                         |                            |

## L'escurçó negre es posa en camí (1989)
| Episodi temporada | Episodi | Títol                                   | Director      | Guionista                 | Data d'emissió original | Data d'emissió a Catalunya |
| --- | ------- | --------------------------------------- | ------------- | ------------------------- | ----------------------- | -------------------------- |
| 1 | 20      | «El capità cuiner» «Captain Cook»       | Richard Boden | Richard Curtis, Ben Elton | 28 de setembre de 1989  | 4 de juliol de 1990        |
| Quan el general Haig revela la seva nova estratègia per apropar un pam el seu moble bar a Berlín, l'Escurçó Negre s'ofereix voluntari com a artista de guerra per dibuixar portades de revistes a la rereguarda. |         |                                         |               |                           |                         |                            |
| 2 | 21      | «Càstig corporal» «Corporal Punishment» | Richard Boden | Richard Curtis, Ben Elton | 5 d'octubre de 1989     | 11 de juliol de 1990       |
| actors convidats: Jeremy Hardy (Corporal Perkins) i Stephen Frost (Corporal Jones) Disposat a eludir les ordres del general Melchett, l'Escurçó es menja un colom missatger, de manera que comet un delicte marcial que el porta davant de l'escamot d'afusellament.                                                               |         |                                         |               |                           |                         |                            |
| 3 | 22      | «La primera actriu» «Major Star»        | Richard Boden | Richard Curtis, Ben Elton | 12 d'octubre de 1989    | 18 de juliol de 1990       |
| La Revolució Russa implica dues conseqüències funestes: és una ofensiva dels alemanys, i es posa en escena una al·lucinant imitació que en Baldrick fa de Charles Chaplin en un espectacle dirigit per l'Escurçó Negre i on en George assolirà l'estrellat.                                                                        |         |                                         |               |                           |                         |                            |
| 4 | 23      | «Avió privat» «Private Plane»           | Richard Boden | Richard Curtis, Ben Elton | 19 d'octubre de 1989    | 25 de juliol de 1990       |
| actors convidats: Rik Mayall (Comandant lord Cor de Flaix) i Adrian Edmondson (Baró von Richthofen) Amb les metralladores alemanyes a l'esquena i els escamots d'afusellament britànics a la rereguarda, l'única manera de sortir de les trinxeres és posar-se a fer piruetes amb els "Vintminutaires" del RFC.                    |         |                                         |               |                           |                         |                            |
| 5 | 24      | «Hospital general» «General Hospital»   | Richard Boden | Richard Curtis, Ben Elton | 26 d'octubre de 1989    | 1 d'agost de 1990          |
| actors convidats: Miranda Richardson (Infermera Mary) L'Edmund rep l'ordre de trobar un espia a l'hospital, on localitza un home amb un fort accent alemany, una infermera espaterrant i l'oportunitat de passar-hi tres setmanes al llit.                                                                                         |         |                                         |               |                           |                         |                            |
| 6 | 25      | «Adéu» «Goodbyeee»                      | Richard Boden | Richard Curtis, Ben Elton | 2 de novembre de 1989   | 8 d'agost de 1990          |
| actors convidats: Geoffrey Palmer (Mariscal de camp Haig) El sacrifici de milions de vida ha servit perquè les tropes avancin una mica més que una formiga asmàtica amb la compra de tota la setmana. La gran batalla final és imminent, la qual cosa fa embogir l'Escurçó Negre. El salvarà una trucada al mariscal de camp Haig? |         |                                         |               |                           |                         |                            |

## Especials
| Episodi | Títol                                                            | Director      | Guionista                      | Data d'emissió original | Data d'emissió a Catalunya |
| --- | ---------------------------------------------------------------- | ------------- | ------------------------------ | ----------------------- | -------------------------- |
| 0 | «Pilot»                                                          | Geoff Posner  | Richard Curtis, Ben Elton      | 20 de juny de 1982      | Sense anunciar             |
| Episodi pilot de la sèrie que no s'ha emès mai. La història es va aprofitar per a l'episodi "Nascut per ser rei", després d'incorporar-hi diversos canvis a la trama.                       |                                                                  |               |                                |                         |                            |
| Sense anunciar | «Època de cavallers» «Blackadder: The Cavalier Years»            | Richard Boden | Rowan Atkinson, Richard Curtis | 5 de febrer de 1988     | 11 d'abril de 2006 (VOSC)  |
| Anglaterra està a la seva guerra civil, i l'Escurçó Negre amaga l'home més buscat del país, el rei Carles I.                                                                                |                                                                  |               |                                |                         |                            |
| 19 | «L'Escurçó Negre. Especial Nadal» «Blackadder's Christmas Carol» | Richard Boden | Richard Curtis, Ben Elton      | 23 de desembre de 1988  | 24 de desembre de 1989     |
| Paròdia de la novel·la Cançó de Nadal de Charles Dickens. Quan s'apropa el Nadal, Ebenezer Escurçó Negre rep la visita sorpresa del fantasma del Nadal present...                           |                                                                  |               |                                |                         |                            |
| 26 | «Endarrere i endavant» «Blackadder: Back & Forth»                | Paul Weiland  | Richard Curtis, Ben Elton      | 31 de desembre de 1999  | 27 de desembre de 2001     |
| A punt de començar un nou mil·lenni, l'Escurçó Negre tracta d'estafar 30.000 lliures als seus amics amb una màquina del temps falsa, la qual inesperadament funciona gràcies a en Baldrick. |                                                                  |               |                                |                         |                            |

### Altres aparicions
| Títol (no oficial) | Guionista                 | Data d'emissió original | Data d'emissió a Catalunya |
| --- | ------------------------- | ----------------------- | -------------------------- |
| «Woman's Hour Invasion» | Richard Curtis, Ben Elton | 28 de setembre de 1988  | Sense anunciar             |
| Woman's Hour és una programa de la BBC Radio 4 en el que hi han reportatges, entrevistes i debats portats per dones i una mini-sèrie al final del programa. En una emissió de la mini-sèrie, al 1988, l'Escurçó Negre i en Baldrick varen aparèixer, viatjant en el temps per parlar amb Shakespeare i altres persones. El propòsit de la "invasió" era recaptar diners per la marató solidària Children in Need. |                           |                         |                            |
| «Children in Need» | Richard Curtis, Ben Elton | 1988                    | Sense anunciar             |
| Terry Wogan entrevista a l'Escurçó Negre i en Baldrick, amb l'aparença de la tercera temporada, i l'Escurçó Negre insulta a en Baldrick i a en Terry Wogan. El cameo es va realitzar en una crida per recaptar diners a la marató solidària Children in Need. |                           |                         |                            |
| «Clown Court» | Sense determinar          | 1988                    | Sense anunciar             |
| "Clown court" era una peça de Noel's Saturday Roadshow en la qual Noel Edmonds presenta diverses preses falses en un decorat d'una cort. Tony Robinson apareix com Baldrick, al qual se l'acusa d'un ampli nombre de presses de la tercera temporada i se sentenciat a mort. |                           |                         |                            |
| «Blackadder and the King's Birthday» | Sense determinar          | 12 de gener de 1998     | Sense anunciar             |
| Un petit sketch realitzat per a la gala del 50è aniversari del príncep Carles de Gal·les. Estava protagonitzat per Rowan Atkinson com Lord Escurçó Negre i Stephen Fry com el rei Carles II. |                           |                         |                            |
| «Shakespeare Sketch» | Richard Curtis, Ben Elton | 18 de setembre de 1989  | Sense anunciar             |
| Aquest sketch no canònic va ser interpretat al Sadlers Wells Theatre el 18 de setembre de 1989 per un concert contra la SIDA. La peça és dirigida per Stephen Fry i inclou a Hugh Laurie com "Bill" Shakespeare i Rowan Atkinson com el seu agent o mànager, del qual no es diu el nom. A l'sketch discuteixen parts de Hamlet – en particular el soliloqui de "Ser o no ser". Shakespeare és molt reticent a tallar diàlegs, però al final el mànager fa un discurs que el fa canviar d'opinió. Tot i que al no indicar el nom del mànager no queda clar que sigui una encarnació de l'Escurçó negre, sempre s'ha considerat com un sketch de la sèrie. Anys més tard, Richard Curtis va aclarir que no era un sketch de l'Escurçó Negre. El gag està editat en vídeo a la compilació Hysteria 2 – The Second Coming, publicat el 21 de maig de 1990. |                           |                         |                            |
| «Blackadder: The Army Years» | Ben Elton                 | 19 d'octubre de 2000    | Sense anunciar             |
| Un monòleg curt fet al the Dominion Theatre per a la Royal Variety Performance 2000. Copta amb un actual Lord Edmund Escurçó Negre interpretat per Rowan Atkinson, pertanyent al regiment de ganduls de Sa Altesa Reial. El gag va ser escrit i presentat per Ben Elton, el conductor de la gala. |                           |                         |                            |
| «The Jubilee Girl» | Richard Curtis            | 29 de desembre de 2002  | Sense anunciar             |
| The Jubilee Girl va ser un especial de la BBC sobre el concert del Jubileu d'Or de la reina Elisabet II. El concert va ser presentat per Sir Osmond Darling-Blackadder (Guardià dels ganduls de Sa Majestat) i Dame Edna Everage. Anteriorment, també va aparèixer als anuncis de la BBC sobre la celebració del Jubileu, en els quals Sir Osmond anunciava l'esdeveniment, tot i que pensava que era una idea terrible. |                           |                         |                            |
| «Blackadder Exclusive: The Whole Rotten Saga» | Sense determinar          | 8 d'octubre de 2008     | Sense anunciar             |
| Un documental de 50 minuts produït per Tiger Aspect per a la cadena de televisió britànica UKTV Gold. Inclou entrevistes amb la major part del repartiment i altre gent que va participar, incloent Stephen Fry, Hugh Laurie, Richard Curtis, Ben Elton, Miranda Richardson, Tim McInnerny, Tony Robinson i la narració de l'humorista David Mitchell, tot i que manca Rowan Atkinson. Es va emetre junt amb un recull dels millors moments d'una hora anomenat `Most Cunning Moments´, a on famosos i convidats varen votar les seves escenes preferides. |                           |                         |                            |
| «Blackadder Rides Again» | Sense determinar          | 25 de desembre de 2008  | Sense anunciar             |
| Un documental d'una hora produït per Tiger Aspect per a la BBC pre celebrar el 25è aniversari de la sèrie. Conté entrevistes amb la majoria del rpartiment i altre gent que hi va participar, incloent Rowan Atkinson, Stephen Fry, Hugh Laurie, Richard Curtis, Ben Elton, Miranda Richardson, Tim McInnerny i Tony Robinson. En lloc de cenyir-se en entrevistes gravades i talls de la sèrie, el documental inclou diverses peces rares i inèdites (clips entre vestidors, escenes eliminades de la 1a temporada, ...). També torna a vestir als personatges amb les seves robes, es comenta que fan actualment els que varen treballar-hi o se'ls porta als llocs a on es va filmar. |                           |                         |                            |
| «Blackadder 2012» | Ben Elton                 | 28 de setembre de 2012  | Sense anunciar             |
| Un nou sketch de l'Escurçó Negre sobre la crisi mundial, interpretat per a la gala de caritat "We Are Most Amused" a favor de la confiança vers el Príncep. Edmund Escurçó Negre és l'ejectiu en cap de Melchett, Melchett & Darling bank, qui porta al seu jardiner Sodoff Baldrick per una investigació. |                           |                         |                            |